# Muzeum im. ks. dr. Władysława Łęgi w Grudziądzu
Muzeum im. ks. dr. Władysława Łęgi w Grudziądzu – muzeum w Grudziądzu, założone w 1884 roku. Od 2005 roku nosi ono imię Władysława Łęgi.

## Historia
Pod koniec XIX wieku, 24 listopada 1883 roku w Grudziądzu powstało Towarzystwo Starożytności (niem. Altertumsgesellschaft), którego prezesem został dyrektor gimnazjum dr Siegfried Anger. Jednym z celów było zorganizowanie muzeum. Otwarcie Miejskiego Muzeum Starożytności nastąpiło już 15 czerwca 1884 roku. Tymczasowo zajmowało salę w szkole dla dziewcząt, mieszczącej się w tzw. Pałacu Opatek przy ul. Klasztornej.
Początkowo liczyło 741 eksponatów, wyłącznie z dziedziny archeologii, pochodzących z kilku miejscowych kolekcji prywatnych. W 1890 r. zajmowało 3 pomieszczenia i posiadało 3116 obiektów zabytkowych z różnych dziedzin. W związku z brakiem wystarczającej przestrzeni, w latach 1893–1899 zbiory przechowywano w Gimnazjum Klasycznym przy ul. Sienkiewicza, a od 1897 roku, siedzibą muzeum stał się nowy ratusz w dawnym kolegium jezuickim, gdzie 23 czerwca 1896 r. otwarto stałą ekspozycję w reprezentacyjnej – choć nadal niewystarczającej – sali refektarza.
Od 1904 r. prowadzono starania o budowę własnej siedziby, do czego przyczynił się hojny zapis w testamencie Gustava Roethego z Berlina, byłego wydawcy wielkonakładowej grudziądzkiej gazety niemieckiej „Der Gesellige”. Działalność muzeum wspierał m.in. księgarz i wydawca Arnold Kriedte. Otwarcie nowego reprezentacyjnego gmachu przy ul. Legionów, mieszczącego również – do dzisiaj – bibliotekę miejską, nastąpiło w 1911 r. W odrodzonej Polsce w latach 1921–1939 Muzeum i Biblioteka Miejska pomyślnie rozwijały się pod zarządem Towarzystwa Czytelni Ludowych, a od 1922 r. honorowym kustoszem zbiorów był ks. dr. Władysław Łęga.
Podczas okupacji niemieckiej w latach 1940–1945 istniało Muzeum Miejskie (funkcję dyrektora sprawował dr Hans Bernhard Meyer), a jego charakter został podporządkowany doraźnym celom hitlerowskiej propagandy politycznej. Po wojnie ocalała zaledwie 1/3 zbiorów. Muzeum w Grudziądzu zostało ponownie otwarte dla publiczności w 1946 r. Od roku 1956 siedzibą Muzeum jest odbudowany ze zniszczeń wojennych gmach dawnego klasztoru benedyktynek przy ul. Wodnej 3/5. W 1961 r. muzeum przeszło znaczącą reorganizację, a w latach późniejszych w skład muzeum weszły zabytkowe spichrze i tzw. Pałac Opatek, mieszczące kolejne sale ekspozycyjne.
Od 13 maja 2005 r. Muzeum w Grudziądzu nosi imię swego przedwojennego honorowego kustosza, duchownego i wybitnego naukowca, ks. dr. Władysława Łęgi.
Muzeum jest operatorem Góry Zamkowej z reliktami zamku krzyżackiego oraz wieżą Klimek, która po rekonstrukcji została oddana do użytku w grudniu 2014 roku, jako punkt widokowy.

## Działy
W skład placówki wchodzą następujące działy:
- Dział Historii – którego działalność koncentruje się na dziejach miasta, zaś od 1991 r. w Salach Tradycji Jazdy Polskiej eksponuje dokonania międzywojennego Centrum Wyszkolenia Kawalerii. Ponadto istnieje Gabinet Numizmatyczny (w ramach Działu Historii) oraz Dział Naukowo-Oświatowy.
- Dział Archeologii – dokumentuje pradzieje ziemi chełmińskiej, prezentuje unikatowe znaleziska ze średniowiecznego gródka rycerskiego w Plemiętach i średniowieczną biżuterię z Gruczna.
- Dział Sztuki – trzon ekspozycji stanowi powstała w 1961 roku Galeria Współczesnego Malarstwa Pomorskiego, która gromadzi głównie prace artystów tego regionu.
- Dział Etnografii – dokumentuje kulturę ludową regionu pomorskiego, ale też zawiera interesujące zabytki z Huculszczyzny. Cenne zbiory dalekowschodnie zostały w 1951 r. autorytarną decyzją ministerstwa przekazane do Państwowego Muzeum Etnograficznego w Warszawie[8].

W muzeum odbywają się wystawy stałe i czasowe. W skład zbiorów wchodzą ponadto liczne dzieła dokumentujące ikonografię dawnego Grudziądza i ocalałe relikty rzeźbiarskiego wyposażenie miejscowego kościoła reformatów.

## Zarządcy

### Kierownicy
- Józef Błachnio (1945–1958)[9]

- Herbert Wilczewski (1958–1960)[10]

### Dyrektorzy
- Zbigniew Czerski (1960–1965)[11]
- Jerzy Feldman (1965–1979)[12]
- Ryszard Boguwolski (1979–2008)[13]
- Małgorzata Kurzyńska – archeolog (2009–2014)[14]
- Wioletta Pacuszka (od 2015)[15]

## Inne funkcje muzeum
W muzeum cyklicznie odbywają się koncerty kameralne. Działa tutaj również biblioteka naukowa, prowadzone są badania archeologiczne oraz działalność wydawnicza.

## Współpraca międzynarodowa
Muzeum współpracuje z niemieckim Muzeum Prus Zachodnich w Warendorfie.